# Grazi Egyetemi Könyvtár

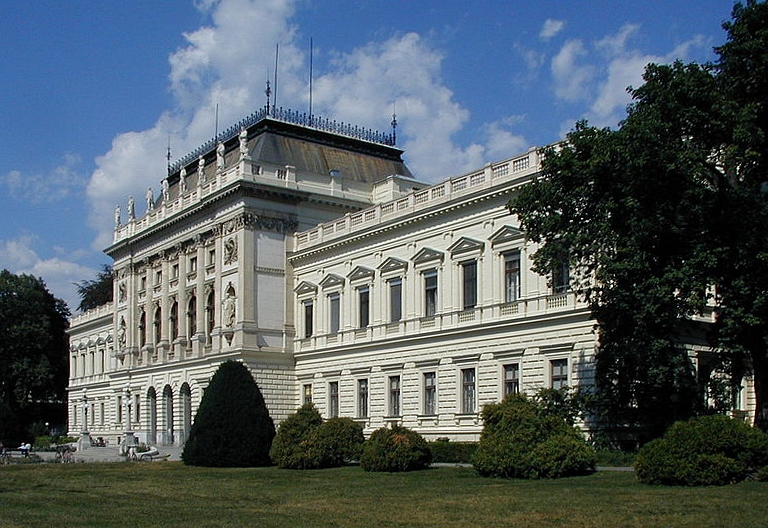
A grazi egyetem főépülete

A Grazi Egyetemi Könyvtár (németül Universitätsbibliothek Graz) Stájerország legnagyobb tudományos könyvtára. Minden Stájerországban megjelent könyvből őriznek itt egy példányt, a kiadóknak ugyanis kötelességük a megjelenő művekből egy-egy példányt a könyvtárnak elküldeni. A könyvtár a grazi Károly–Ferenc Egyetem részeként működik. Hozzá tartozik a főkönyvtár (Hauptbibliothek), két kari könyvtár (a jogi-társadalomtudományi-közgazdasági kar könyvtára és a teológiai kar könyvtára), továbbá különféle szakkönyvtárak és intézetek könyvtárainak állományai. Mindegyik részleget bárki szabadon használhatja és látogathatja.

## A könyvtár története

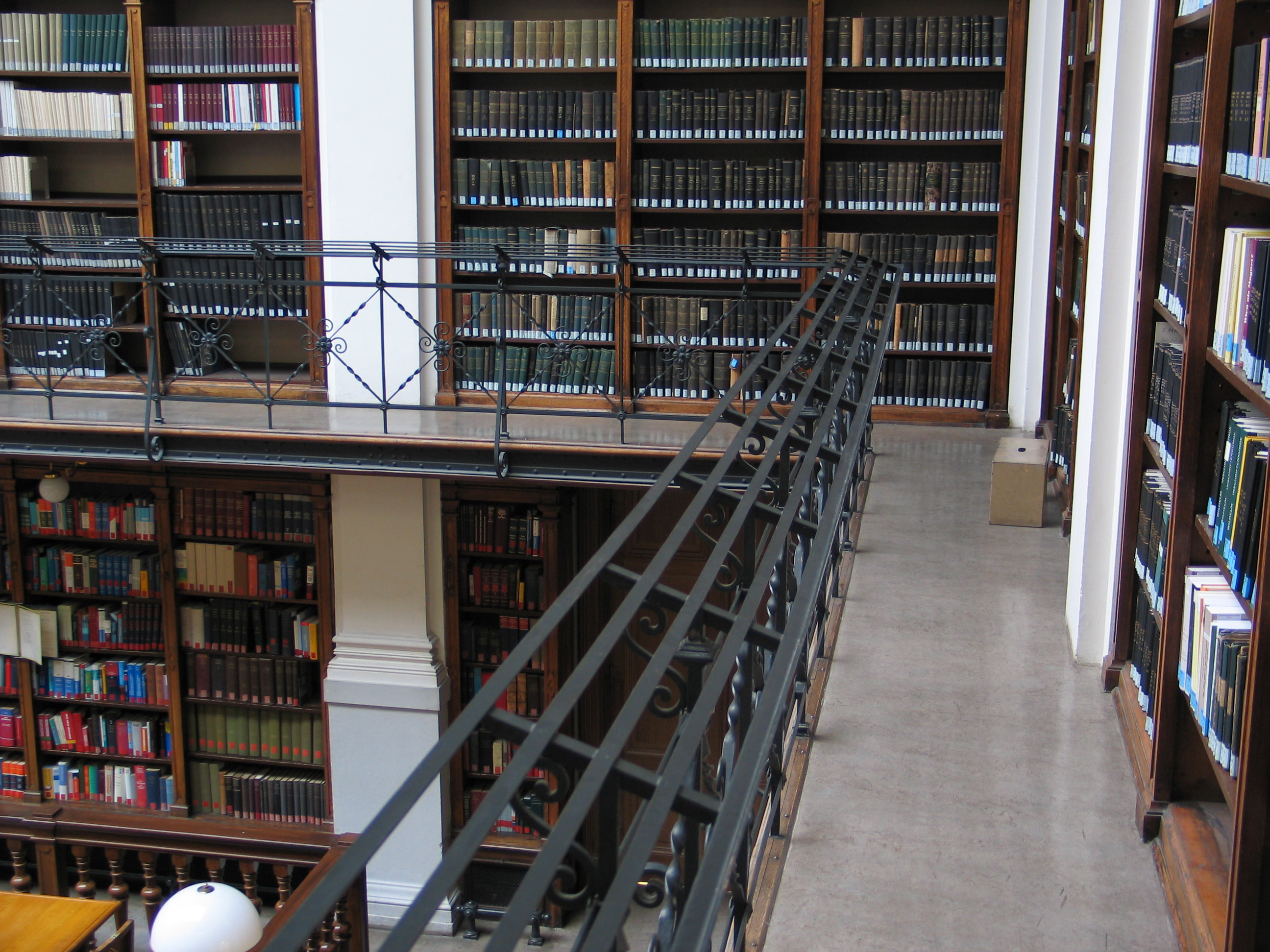
Az olvasó terem galériája

### A Jezsuita egyetem könyvtára
Az egyetemi könyvtár létrejöttét az ellenreformációnak köszönheti. 1571 óta főleg a jezsuiták voltak azok, akik a túlnyomóan protestáns városban Grazban II. Károly főherceg uralkodó kívánságára a katolizálást szorgalmazták. Ezért 1573-ban a Dóm mellett egy jezsuita kollégiumot és iskolát alapítottak, amelynek saját könyvtára is volt. 1585-ben XIII. Gergely pápa jezsuita egyetemnek ismerte el az intézményt, ez által a könyvtár is megkapta az egyetemi könyvtári státust.
A könyvtár gyorsan gyarapodott – a megszüntetett kolostorok könyveit hozták ide, adományokat kapott és könyveket vásárolt. Jezsuiták alapította intézményként az egyetemen a teológiai képzésen volt a fő hangsúly, így a könyvtár is főként a teológiai könyvek összegyűjtésére koncentrált. Ez azonban nem kizárólag a katolikus dogmáknak megfelelő műveket jelentette. Paul Guldin, az egyetem számtantudós professzorának befolyására azonban a természettudományos gyűjtemény is jelentős volt. Az egyetem életében 1773-ban ért véget a jezsuita korszak, a rend megszüntetésekor állami egyetemmé vált az intézmény.

### Az állami egyetemi könyvtár
1775-ben a grazi egyetemet egy császári dekrétum újból megalapítja és a könyvtárral együtt állami igazgatásba rendeli. Igaz ugyan, hogy a legtöbb császári alkalmazott, akik a közigazgatásban dolgoztak és a könyvtárat adminisztrálták, eredetileg szintén jezsuita volt. 1781-ben a helyiségek átalakítása után a könyvtárat újra megnyitották. ekkor már közintézményként, amely mindenki számára nyitva állt.
A 28 kötetből álló könyvtári katalógus azonban valószínűleg a jezsuiták haragjának áldozata lett, mert a felújítás után már nem került elő. A könyvtárosok munkáját és a rendszerezést a felszámolt jezsuita könyvtárakból ideszállított rengeteg könyv is nehezítette.

### Líceumi könyvtár
1782-ben II. József császár a grazi egyetemet több más egyetemmel együtt líceummá alakította. A könyvtár állománya azonban ebben az időszakban is tovább gyarapodott.

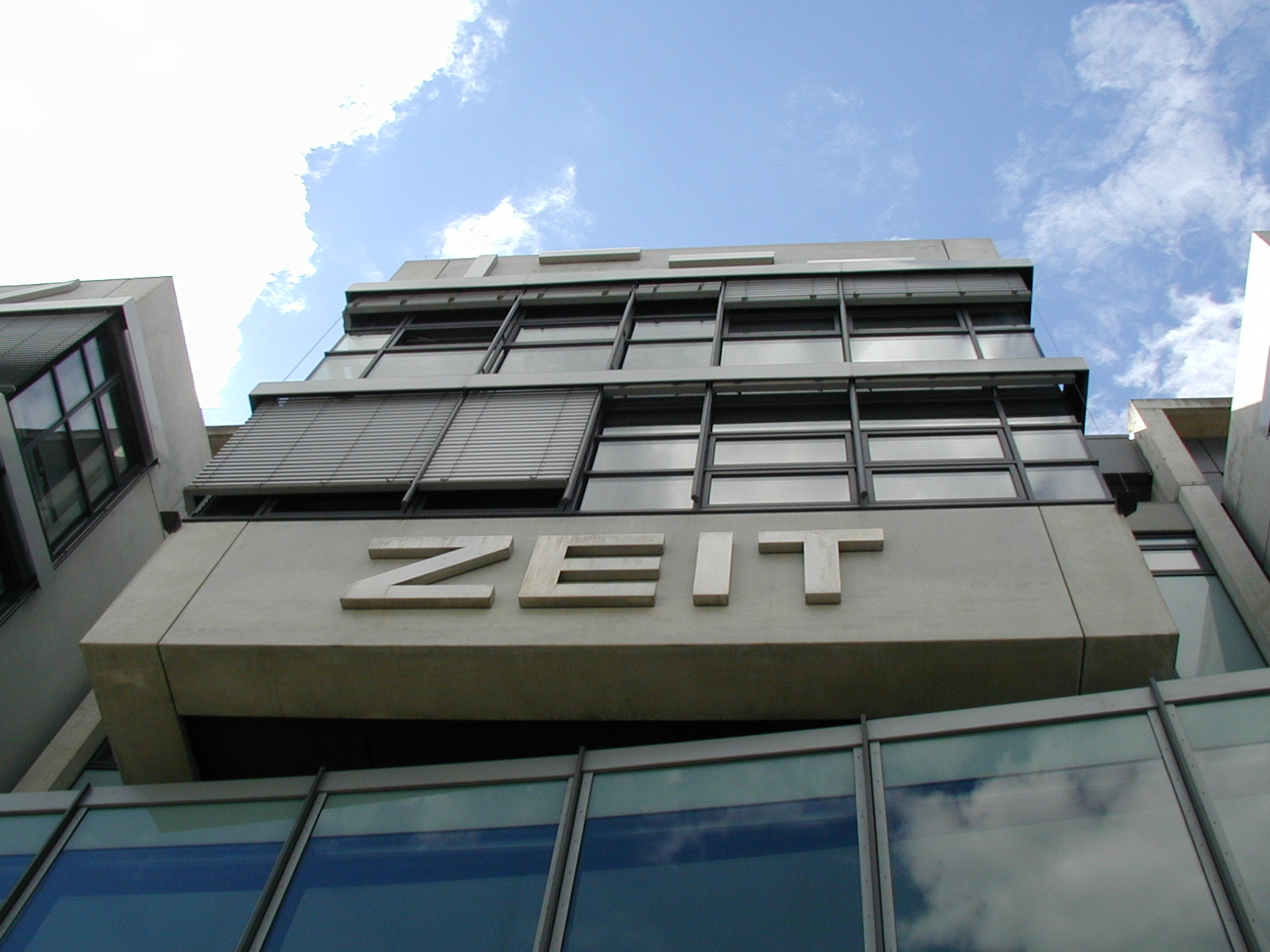
Részlet az 1994–96-ban hozzáépített rész homlokzatából

### Az újonnan létesített egyetemi könyvtár
45 év után 1827. április 19-én II. József császár újra bevezette a régi jogokat. Az egyetem azóta viseli a két alapító nevét, azóta működik Károly – Ferenc Egyetem néven.
Mivel az egyetem újonnani alapításakor kikötötték, hogy működése az államnak többletköltséget nem okozhat, a könyvtár állományának gyarapítása a hagyatékokra és az adományozók jóindulatára lett utalva.
Csak 1870-ben, miután az itt dolgozók számát 3-ról 6-ra, a dotációt pedig 830-ról 4000 forintra emelték, tudta a könyvtár gyűjtőfeladatát is valamelyest teljesíteni.

### Az átköltözéstől a II. világháború végéig
Mivel helyszűke miatt az egyetem Graz belvárosában álló épületében egy idő után már nem fért el, 1891-ben a város szélén (mai Geidorf körzet) új építkezés kezdődött. A több épületből álló új könyvtárat részenként, épületenként egymás után nyitották meg.
1895. szeptember 9-én a könyvtár 135 000 kötettel az egyetem főépületébe költözött át. 1914-ben a központi olvasóterem északkeleti részén fekvő adminisztrációs rész fölé egy új emeletet építettek. A könyvtár tovább fejlesztését a két világháború megakadályozta, úgy a gyűjtemény növelésénél mint az adminisztrációnál. Az 1944-es légitámadásokkor 60 000 kötetet kellett átköltöztetni.
1945. október 22-én újra kinyitott a könyvtár, de 4500 kötet (közöttük 200 kézirat) a II. világháborúban megsemmisült.

### A legújabb fejlemények

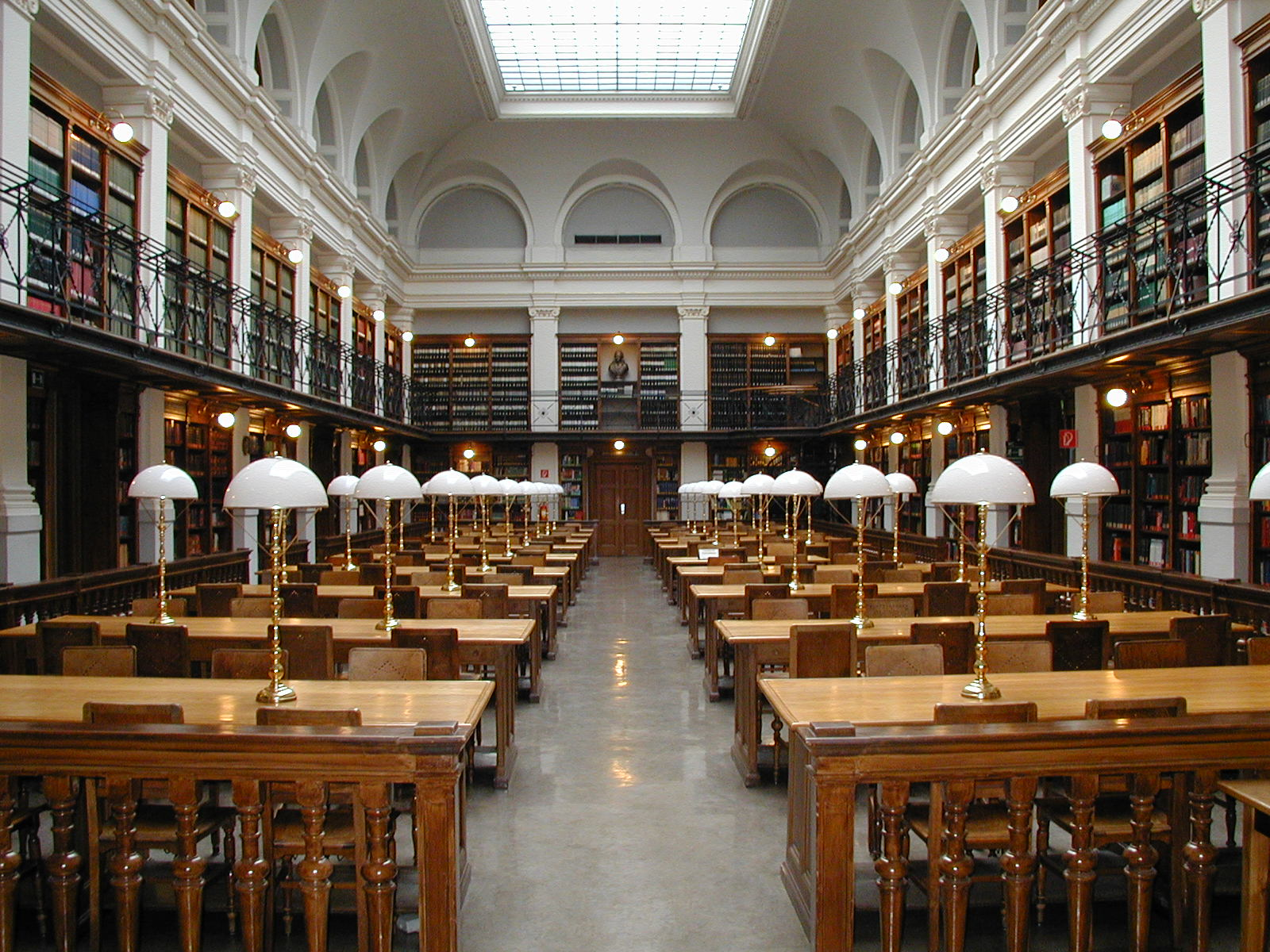
A grazi egyetemi könyvtár régi olvasóterme neo-reneszánsz stílusban

A 20. század második felében főleg építészeti változások és a szervezet decentralizálása volt jellemző.
1950-ben két raktárt toldottak az olvasóterem hátsó keskeny részéhez, valamint a délkeleti oldalhoz még egy nagy raktárt. 1970-ben a könyvtár északkeleti oldalát egy egyszerű vonalú modern épülettel egészítették ki, amely előcsarnokot adott az épületnek, amely így a parkfrontról közvetlenül elérhetővé vált. 1994–1996 között felépült a ReSoWi-Zentrum, amely befogadja az egyetemi könyvtárhoz tartozó jogtudományi, társadalomtudományi és közgazdaság-tudományi szakkönyvtárat. Egyúttal a főépületet is kiegészítették egy épületszárnnyal.
A főkönyvtár kiépítésén kívül létrehoztak a város más részeiben úgynevezett „Fachbibliotheken”-eket, azaz szakkönyvtárakat, mint például a Wall Zentrum az Egyetem területén (Universitätszentrum-Wall). 1996-ban létrehoztak egy „Mediathek”-et, egy audiovizuális tárat. 2004-ben az orvosi kar önálló egyetemmé válása által az orvosi szakkönyvtár önálló egyetemi könyvtár lett. A grazi egyetemi könyvtár az innsbrucki és bécsi egyetemi könyvtárral együttműködve élen jár a nemzeti és nemzetközi társulások alakításánál, közös fellépésükkel például jóval kedvezőbb áron használhatnak elektronikus adatbázisokat, újságokat és könyveket. 2005. július 1-jén létrehozták a „Kooperation E-Medien Österreich” programot, és a grazi egyetemi könyvtár névadóan részese az „Austrian Literature Online zur Digitalisierung der österreichischen Literatur” nevű programnak is.

## A könyvtár dolgozói
Az állami átvételkor az egyetemi könyvtárnak két alkalmazottja volt (az igazgató és egy könyvtárszolga). A 20. század elején az alkalmazottak száma már 17 volt, ebből 8 tudományos munkával foglalkozó tisztviselő. Az évezred fordulóján 120–an dolgoztak a könyvtárban.
| A grazi egyetemi könyvtár igazgatói az állami adminisztráció óta |                                                                                               |
| 1773–1774                                                        | Josef Bardarini (1708–1791), teológia és filozófia tanár, rektor                              |
| 1775–1778                                                        | Richard Tecker (1723–1798), dogmatika tanár                                                   |
| 1778–1783                                                        | Franz de Paula Tomicich (1729–), egyházjog tanár                                              |
| 1783–1797                                                        | Augustin Herz                                                                                 |
| 1798–1814                                                        | Josef Alois Jüstel (1765–1832), erkölcsteológia tanár, rektor                                 |
| 1817–1832                                                        | Markus Sandmann (1764–1832), író                                                              |
| 1833–1852                                                        | Johann Krausler (-1852)                                                                       |
| 1853–1861                                                        | Leopold Michelitsch                                                                           |
| 1861–1866                                                        | Karl Kreutzer                                                                                 |
| 1866–1880                                                        | Ignaz Tomaschek                                                                               |
| 1880–1895                                                        | Alois Müller (1835–1901), hebraisztika tanár                                                  |
| 1895–1903                                                        | Wilhelm Haas (1842–1918), később a bécsi egyetemi könyvtár igazgatója                         |
| 1903–1910                                                        | Anton Schlossar (1849–1942), jogász                                                           |
| 1910–1919                                                        | Johannes Peisker (1851–1933), később szociáltörténelem és közgazdaságtörénelem tanár Prágában |
| 1919–1924                                                        | Ferdinand Eichler (1863–1945), könyvtártudomány professzora                                   |
| 1924–1933                                                        | Jakob Fellin (1869–1951)                                                                      |
| 1934–1945                                                        | Franz Gosch (1884–1952), régész és szláv filológus                                            |
| 1945–1953                                                        | Wolfgang Benndorf (1901–1959)                                                                 |
| 1954–1971                                                        | Erhard Glas (1906–1992)                                                                       |
| 1972–1988                                                        | Franz Kroller (1923–2000), jogász                                                             |
| 1989–2006                                                        | Sigrid Reinitzer (1941–)                                                                      |
| 2004-                                                            | Werner Schlacher (1955–)                                                                      |

## A könyvtár állománya

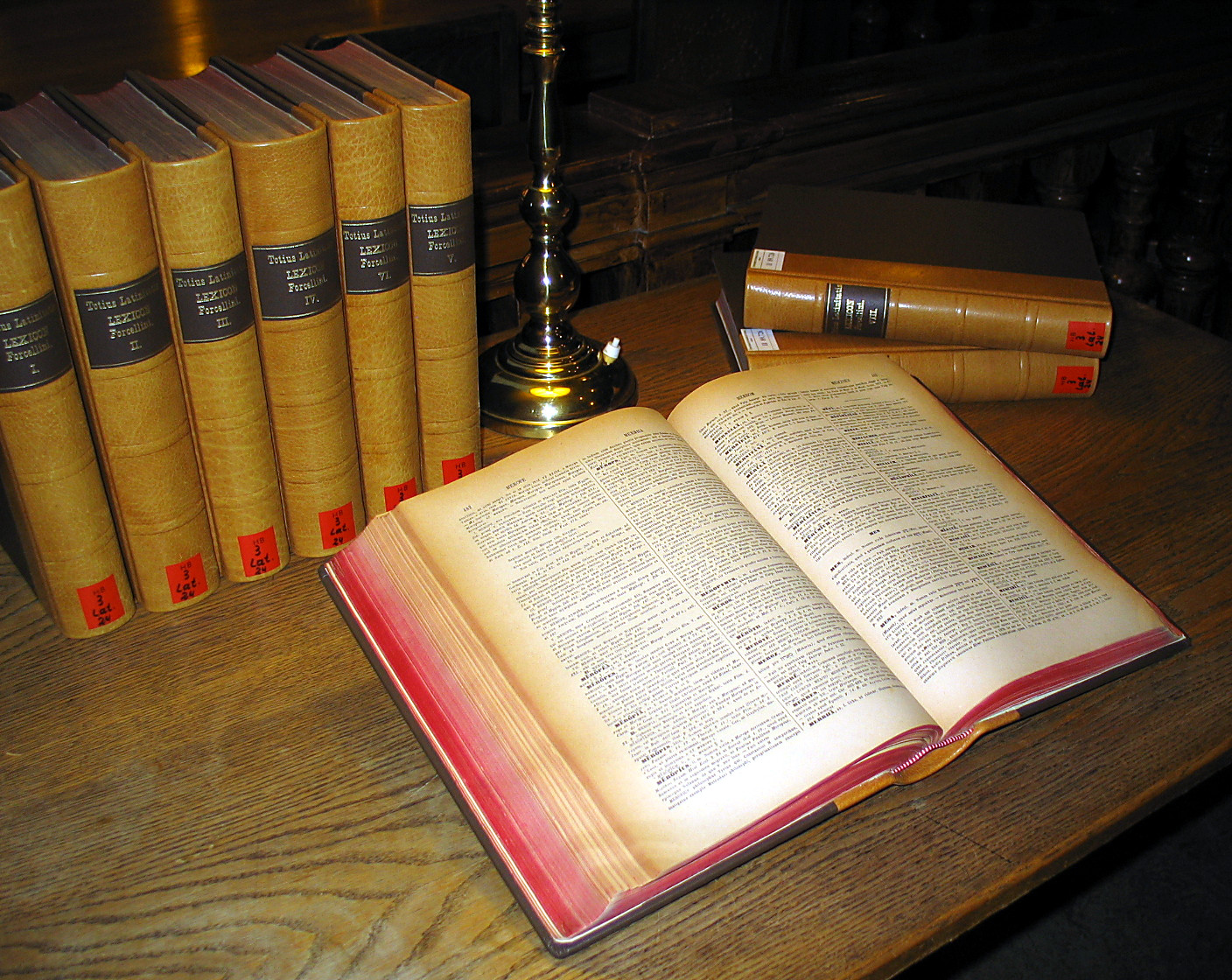
Egy több kötetes latin szótár a grazi egyetemi könyvtárban

A régi egyetemi könyvtár gyűjteményének összetétele történelmileg kétséges. Egy, az 1733-as évből származó adat 10 000 kötetről, egy másik az 1776-os évből 42 000 kötetről szól. Később egy másik nem hiteles forrás kevesebb kötetet jelölt meg, 1839-ben már 50 000 kötetről tudunk. 1860-ban egy összeírás 38 000 nyomtatott (részben több kötetes) művet számolt. 1879-ben elérte a százezres számot a gyűjtemény, a 20. század első éveiben pedig 200 000 kötetet számoltak.
Az évezredfordulón az egyetemi könyvtár állománya körülbelül 3 millió nyomtatott kötetet tartalmaz, több mint 2000 kéziratot, 1200 ősnyomtatványt, számos tudós hagyatékát, és körülbelül 1400 folyóiratot.

## Különgyűjtemény
A kéziratokat és az 1900 előtt megjelent könyveket különgyűjteményben kezelik.
A legfigyelemreméltóbb ritkaságok közé tartozik az öt legrégebbi, pergamenre írt, a 7–11. századból, a Szináj-hegy lábánál levő Katalin kolostorból származó írások. A kézirattárban őrzik Johannes Kepler és Paul Guldin professzor levelezését is.
Szintén a kézirattár kincsei között van 42 papirusz Oxyrhynchos és Hibeh helységekből, amelyek a brit „Egypt Exploration Society” Társaság ásatásaiból származnak. A tekercsek egy 1896 és 1907 közötti ásatáskor kerültek elő és Graz városának a régészeti feltárást támogató adományaiért cserébe kerültek a könyvtárba. Az ásatás leleteinek nagyobb része ma az oxfordi Ashmolean Museumban, a londoni British Museumban és a kairói Egyiptomi Múzeumban található.